# 布拉沃山
布拉沃山（英語：Bravo Hills）是南極洲的山峰，座標84°41′S 171°0′W，位於杜費克海岸的羅斯冰架邊緣，處於戈夫冰川和勒庫特冰川之間，海拔高度780米（2,560英尺），由新西蘭探險隊命名。
84°41′S 171°0′W / 84.683°S 171.000°W